# GroenLinks Magazine
Het GroenLinks Magazine was het partijblad voor de leden van GroenLinks. In verschillende vormen bestond het sinds 1989, toen GroenLinks werd opgericht. Tot 2013 werd het blad toegestuurd aan alle leden, daarna moest een abonnement worden afgesloten. Sinds 2015 verschijnt het uitsluitend digitaal en is het geïntegreerd in de website van de partij. Het magazine bracht nieuwsberichten, interviews en columns over GroenLinkse politiek.